# Шэньчжоу-6
Шэньчжоу-6 (кит. 神舟六号) — второй пилотируемый космический корабль КНР. Первый пилотируемый полёт КНР был осуществлен на корабле Шэньчжоу-5 в 2003 (космонавт Ян Ливэй).

## Экипаж
| Фэй Цзюньлун (费俊龙, Fei Junlong) | Командир экипажа | 1 | CNSA |
| Не Хайшэн (聂海胜, Nie Haisheng)   | Пилот            | 1 | CNSA |

Это первый космический полёт для обоих космонавтов, но ранее они заслужили себе репутацию одних из лучших лётчиков-испытателей КНР. Их имена были объявлены за 5 часов до старта.

## Описание полёта
Ранее в качестве предполагаемой даты запуска называлось 13 октября 2005 года, однако за несколько дней до старта он был перенесён на 12 октября.
В 1:21 UTC, через 21 минуту после запуска стартовых двигателей ракеты-носителя «Чанчжэн-2F», корабль был выведен на эллиптическую околоземную орбиту. Первая ступень ракеты упала в районе Внутренняя Монголия и была обнаружена через 45 минут после старта.
В 7:55 UTC был выполнен первый орбитальный манёвр и корабль перешёл на круговую орбиту с апогеем 336 км.
В 9:30 UTC Фэй Цзюньлун перешёл в орбитальный модуль корабля. Не Хайшен остался в спускаемой капсуле.
13 октября 2005 года, в 21:56 UTC был выполнен второй орбитальный манёвр с целью поднятия орбиты, которая снизилась в результате сопротивления среды.
15 октября 2005 года, в 08:30 UTC космонавты в течение двух минут разговаривали с председателем КНР Ху Цзиньтао.
16 октября 2005 года, в 19:44 UTC было произведено отделение спускаемого аппарата, и в 20:32 UTC произошла мягкая посадка в основном районе приземления Внутренней Монголии. Ранее в качестве резервного места посадки рассматривалась Австралия. Объявлено, что состояние космонавтов нормальное.
Общая продолжительность полёта составила чуть меньше 5 суток. В ходе полёта космонавты провели ряд экспериментов в орбитальном модуле. По официальным данным, основные эксперименты связаны с физической реакцией космонавтов на факторы космического полёта.